# 譜めくりの女
『譜めくりの女』（仏: La Tourneuse de pages, 英: The Page Turner）は、2006年製作のフランスの映画。

## キャスト
- アリアーヌ・フシュクール：カトリーヌ・フロ
- メラニー・プルヴォスト：デボラ・フランソワ
- ジャン・フシュクール：パスカル・グレゴリー